# Alberth Ferenc
Alberth Ferenc, Albert (Budapest, 1883. október 3. – Budapest, 1959. november 16.) magyar festő.

## Pályafutása
Budapesten folytatott művészeti tanulmányokat az 1900-as években. 1911-től szerepelt kiállításokon. 1924 tavaszán egyik alapító tagja a Spirituális Művészek Szövetségének, s ezen csoport közös kiállításain is bemutatta műveit. Több képe vallásos témájú.